# Конфликт в корейской демилитаризованной зоне (1966—1969)
Вооружённый конфликт в корейской демилитаризованной зоне (в иностранных источниках также известен как Вторая корейская война) — серия маловажных вооружённых столкновений, произошедших между Корейской народной армией и Вооружёнными силами Республики Корея в период между октябрём 1966 и декабрём 1969 года.

## Предыстория
27 июля 1953 года при посредничестве ООН между Северной и Южной Кореей было подписано соглашение о перемирии, прекратившее трёхлетнюю войну в Корее, однако ни одна из сторон не отказалась от идеи объединения страны под своей властью, поэтому обстановка на полуострове оставалась напряжённой.
В сентябре 1956 года председатель объединённого комитета начальников штабов Артур Рэдфоррд после согласования с президентом США Дуайтом Эйзенхауэром и СНБ заявил о решении разместить на территории Южной Кореи ракеты MGR-1 Honest John и пушки 280 mm Gun M65, способные стрелять ядерными боеголовками на расстояние, достаточное для того, чтобы достичь территории КНР и СССР.
Данное решение в одностороннем порядке нарушало 13-й пункт соглашения о прекращении огня между севером и югом Кореи, который гласил, что обе стороны обязуются не размещать на своей территории никакого ядерного и баллистического оружия.
21 июня 1957 года на заседании комиссии по наблюдению за соблюдением режима прекращения огня США, несмотря на опасения ООН, уведомила северокорейских представителей о том, что в одностороннем порядке отменяет 13-й пункт соглашения о прекращении огня.
Несмотря на бурный протест и обвинения в попытке срыва режима прекращения огня со стороны КНДР, в январе 1958 года ядерные боеголовки были размещены на южнокорейской территории.
В ответ на это Пхеньян перевёл свои вооружённые силы в повышенную боевую готовность и принялся строить по всей стране ядерные бункеры, а в демилитаризованной зоне начали рыться противотанковые траншеи, что также нарушало один из пунктов соглашения о прекращении огня. В 1963 году Северная Корея попросила СССР помочь ей в создании ядерного оружия, однако советская сторона отклонила просьбу, в 1964 году КНР также отвергла аналогичное предложение.
Вывод частей китайского контингента из Северной Кореи в октябре 1958 года позволил Ким Ир Сену укрепить свою власть в стране и начать развивать стахановскими темпами промышленность и сельское хозяйство Северной Кореи, чтобы с их помощью создать материально-техническую базу для воссоединения Кореи под своей властью. Тем не менее промышленность КНДР по-прежнему сильно зависела от помощи со стороны СССР, а сельское хозяйство от помощи со стороны Китая. Советско-китайский раскол начавшийся в декабре 1962 года привел к резким сокращениям помощи для Северной Кореи со стороны СССР, так как советское руководство обвинило КНДР в чрезмерной ориентации на Китай.
Тем временем Южная Корея оставалась одной из беднейших стран мира с ВВП на душу населения в $79. После свержения режима Ли Сын Мана в апреле 1960 года и короткого президентства Юн Бо Сона, власть в стране захватывают военные во главе с генералом Пак Чон Хи. Несмотря на нестабильную политическую обстановку экономика и промышленность Южной Кореи развиваются быстрыми темпами и ВВП на душу населения растёт со $100 в 1964 году, до $1000 в 1977.
Оставшись без значительной части поддержки со стороны СССР Ким Ир Сен понял, что проведение новой военной операции по объединению Кореи стало невозможным, и 10 декабря 1962 года, на заседании Центрального Комитета Трудовой партии Кореи, предложил новую стратегию войны против южного соседа направленную на объединение страны. Согласно предложению Ким Ир Сена, новая стратегия основывалась на агитации и пропаганде идей Чучхе, и дискредитации руководства Республики Корея среди населения Южной Кореи, с помощью засланных агентов. По расчётам северокорейцев, данная стратегия должна была вызвать к 1967—1969 годам массовые прокоммунистические восстания на юге, которые планировалось поддержать молниеносным вводом небольшой группы войск.
22 июня 1965 года был подписан базовый договор об отношениях между Японией и Кореей, благодаря которому улучшились торговые и инвестиционные отношения между двумя странами. В июле 1966 был подписан аналогичный договор с США, уравнявший две страны в правах, договор также предусматривал взаимную военную помощь в случае ведения какой-либо из сторон договора боевых действий. Так, согласно договору с 11 сентября 1965 по 10 февраля 1973 года контингент южнокорейских войск численностью в 48.000 человек принимал участие в боевых действиях во Вьетнаме. На фоне этих соглашений, повторение сценария 1950—1953 годов считалось невозможным.
С 1964 по 1968 годы северокорейские пропагандисты провели колоссальную работу. На Южную Корею было сброшено от 5.000.000 до 14.000.000 пропагандистских листовок, в корейской демилитаризованной зоне круглосуточно работали северокорейские громкоговорители, дискредитирующие «марионеточное правительство Юга» и призывающие солдат южнокорейской армии переходить на сторону севера.
Началом вооруженного конфликта можно считать 5 октября 1966 года, когда Ким Ир Сен выступил с речью во время заседания ЦК ТПК, в которой заявил, что на фоне эскалации конфликта во Вьетнаме, и слабости «марионеточного южного режима» КНДР сможет значительно ухудшить отношения между США и Южной Кореей путём вооруженных провокаций в корейской демилитаризованной зоне, и добиться таким образом вывода 25.000 контингента американских войск с территории Южной Кореи, а затем, поддержав вспыхнувшие прокоммунистические восстания, свергнуть режим генерала Пак Чон Хи, и объединить Корею под своей властью.

## Силы сторон

### КНДР
В октябре 1966 года на границе с корейской демилитаризованной зоной Корейская народная армия имела восемь пехотных дивизий, ещё три мотопехотные и одна танковая находились в резерве, кроме того в резерве находилась группа из сводных танково-артиллерийских корпусов. Всего около 24 000 человек на передовой, и около 12 000 человек в резерве. Также на границе с Южной Кореей у КНДР было три элитных подразделения спецназа общей численностью до 1000 человек, из Разведывательного управления Корейской Народной Армии в том числе знаменитый Отряд 124. Ко всему этому Ким Ир Сен распорядился перебросить на границу около 3000 специально обученных агитаторов-провокаторов, которые по задумке северокорейцев должны были подорвать боевой дух южнокорейских пограничников, и склонить их к массовому дезертирству, или переходу на сторону КНА. Даже несмотря на такие внушительные силы, значительного превосходства над армией Южной Кореи достичь не удалось.

### Республика Корея и США
В октябре 1966 года с Южнокорейской и американской стороны на передовой находилось две пехотные дивизии, один корпус, и одна армия (7-я и 2-я пехотные дивизии, 1-й корпус и 8-я армия) Общая численность до 13 000 человек. Также на границе находилась 3-я бригада морской пехоты южнокорейской армии численностью около 2000 человек. Всего к началу боевых действий, на передовой находилось около 15 000 человек. Ещё 29 800 человек находились в резерве в 29 километрах южнее границы, недалеко от Сеула. Большая часть американских и южнокорейских солдат были вооружены карабинами М14 и штурмовыми винтовками М16, однако некоторые всё же имели на вооружении устаревшие винтовки M1 Garand. В распоряжении пограничников также были 20 танков М48 и 12 вертолетов Bell UH-1 Iroquois. Также воздушную поддержку осуществляла 314-я дивизия истребительной авиации ВВС США. Впрочем, самая главная проблема состояла в том, что почти весь личный состав находящийся в распоряжении не имел почти никакого опыта, в том числе и командиры, прошедшие лишь 13-месячный курс подготовки в военной академии. Все опытные ветераны Корейской и Второй мировой войны были направлены для прохождения службы во Вьетнам.

## Начало вооружённых столкновений
Начиная с середины октября 1966 года, КНДР активно засылала разведывательно-диверсионные группы через демилитаризованную зону. К концу ноября в боевых столкновениях с ними погибло не менее 30 южнокорейских солдат и по меньшей мере 10 гражданских лиц. В то же время, через участки границы, контролируемые контингентом американских войск, попыток проникновения зафиксировано не было.
В ноябре 1966 года южнокорейская армия без согласования с американскими союзниками обстреляла из артиллерии северокорейскую территорию, что сильно усугубило и до этого тяжёлую ситуацию. Кроме того американцы и южнокорейцы разработали стратегию, согласно которой значительно усиливалась охрана границы. В течение всего 1967 года южнокорейская сторона заслала на северокорейскую территорию по меньшей мере три группы разведчиков, сформировав их из жителей Северной Кореи, по каким-либо причинам оставшихся на юге. Группы разгромили несколько блокпостов Корейской-народной армии в демилитаризованной зоне, убив не менее 33 северокорейских солдат.
Однако проблемной стороной всё ещё оставалось патрулирование водной границы между двумя Кореями. Береговая охрана Республики Корея располагала всего 72 боевыми катерами, которые должны были контролировать 7000 километров изрезанной береговой линии. Для более эффективного патруля пришлось привлечь более 20 000 добровольцев из числа местных жителей, которые обходили пляжи на приграничной территории и искали следы высадки северокорейских разведывательных отрядов. В случае их обнаружения они немедленно сообщали об этом либо в полицию либо береговой охране, которые высылали на место силы быстрого реагирования для поиска и уничтожения вражеского отряда. Однако практически полное отсутствие вертолётов у полиции и сил быстрого реагирования делало такую тактику малоэффективной.

## Хронология

### 1967
- 12 февраля: 23 южнокорейских и американских пограничника попали в засаду устроенную солдатами Корейской народной армии. В бою был убит один американский военнослужащий, по меньшей мере 4 получили ранения. Потери КНА неизвестны.
- 5 апреля: Разведотряд КНА совершает нападение на блокпост южнокорейской армии к югу от КДЗ. В ходе боя два южнокорейских пограничника были ранены, а весь северокорейский отряд в составе пяти человек уничтожен.
- 29 апреля: Северокорейские солдаты обстреливают южнокорейский пограничный патруль. Ответным огнём один северокорейский солдат убит, два ранены и один сдался в плен. Никто из южнокорейцев не пострадал.
- 22 мая: Мощный взрыв у одной из южнокорейских казарм на границе. Двое южнокорейцев погибли, 17 ранены.
- 16 июля: В КДЗ обстрелян американский патруль. Трое американцев убиты, один тяжело ранен. Потерь у КНА нет.
- 10 августа: Дневной бой между американскими и северокорейскими солдатами к югу от КДЗ. Четверо американцев убиты, 15 ранены. Потери КНА неизвестны.
- 22 августа: Американский военный джип подрывается на мине заложенной северокорейцами в КДЗ. Один американский военнослужащий погиб, один ранен.
- 28 августа: Ожесточенная перестрелка между южнокорейскими и американскими солдатами с одной стороны, и солдатами КНА с другой, к югу от КДЗ. В ходе боя погибли два американских, и два южнокорейских солдата и три гражданских строителя. Четырнадцать американских и девять южнокорейских солдат получили ранения. Потери КНА неизвестны.
- 29 августа: Джип с американскими военнослужащими подрывается на мине к югу от КДЗ. Три американца погибли, пять получили ранения.
- 7 октября: К югу от КДЗ северокорейские солдаты обстреляли южнокорейский катер патрулирующий приграничную реку Имджин. Один южнокорейский матрос убит, один тяжело ранен. Неизвестны потери КНА.

### 1968
- 17 — 29 января: Северокорейский отряд спецназа совершает покушение на президента Республики Корея.
- 6 февраля: Трое северокорейских солдат обстреливают американский патруль на границе. Ответным огнём один северокореец убит, один ранен. Никто из американских пограничников не пострадал.
- 27 марта: Американо-южнокорейский отряд пограничников попадает в засаду устроенную солдатами КНА. Два южнокорейских солдата убиты, как и трое северокорейских.
- 14 апреля: К югу от КДЗ обстрелян грузовик с американскими и южнокорейскими солдатами. Два американца и два южнокорейца убиты, ещё два американца ранены. Потери КНА неизвестны.
- 21 апреля: Ожесточенная перестрелка между солдатами из 2-го батальона 31 пехотного полка Армии США и северокорейским разведывательным отрядом, к югу от КДЗ. Один американский солдат убит, ещё трое ранены. Потери КНА — 5 убитых, 15 раненых и трое пленных.
- 27 апреля: Южнокорейский пограничный патруль попадает в северокорейскую засаду в КДЗ. Один южнокорейский солдат погиб, два ранены. Северокорейцы отошли без потерь.
- 3 июля: В КДЗ северокорейскими солдатами застрелен офицер 2-го батальона 31-го пехотного полка Армии США.
- 20 июля: Солдаты из 1-го батальона, 32-й пехотного полка Армии США попадают в северокорейскую засаду в КДЗ. Два американца убиты, как и семь северокорейцев.
- 21 июля: Северокорейские солдаты обстреляли американо-южнокорейский патруль в КДЗ. Один американский военнослужащий убит, один южнокорейский солдат ранен. Потери КНА неизвестны.
- 30 июля: В КДЗ обстрелян американский патруль. Один солдат убит, трое ранены.
- 5 августа: Бой югу от КДЗ между американским пограничным патрулем из 1-го батальона 38-го пехотного полка Армии США, и северокорейскими солдатами. Один американский военнослужащий погиб, четыре ранены. Потери КНА — 1 убитый, 7 раненых.
- 18 августа: Приграничный патруль из 1-го батальона 32-го пехотного полка Армии США вступает в бой с северокорейскими солдатами в КДЗ. Два американских солдата убиты, ещё двое ранены. Потери КНА — 1 убитый.
- 19 сентября: Южнокорейские солдаты из 2-го батальона 9-го пехотного полка совместно с южнокорейским спецназом уничтожают северокорейский разведывательный отряд недалеко от КДЗ. Два южнокорейских солдата убиты, ещё шесть ранены. Потери КНА 5 убитых, 4 раненых, и один пленный.
- 27 сентября: Северокорейские солдаты обстреливают американский военный джип в КДЗ. Один американский военнослужащий погиб на месте, ещё один скончался в больнице. Северокорейцы потерь не понесли.
- 3 октября: Американские солдаты уничтожают северокорейский разведывательный отряд к югу от КДЗ. Один северокореец убит, шесть взяты в плен. Никто из американских солдат не пострадал.
- 5 октября: Американский приграничный патруль вступает в перестрелку с северокорейскими солдатами в КДЗ. Один военнослужащий США убит, двое ранены. 6 северокорейских солдат убиты, двое взяты в плен.
- 10 октября: Южнокорейский водный патруль открывает огонь на поражение по двум северокорейским разведчикам пытавшимся переплыть на южнокорейскую территорию через реку Имджин. Один северокореец убит, один взят в плен.
- 11 октября: Американские пограничники открывают огонь на поражение по северокорейским солдатам пытающимся незаконно пересечь границу. Два солдата КНА убиты, остальные скрылись на северокорейской территории. Никто из американского патруля не пострадал.
- 23 октября: Американо-южнокорейский отряд вступает в бой с северокорейским разведывательным отрядом к югу от КДЗ. Один южнокорейский солдат убит, пять американских солдат ранены. Один северокорейский разведчик убит, 12 сдались в плен.
- 30 октября: Самый ожесточенный бой с момента окончания Корейской войны. Отряд северокорейского спецназа численностью в 120 человек высаживается на пляже в Самчхоке. В ходе многочасового ожесточенного боя с южнокорейской армией, 110 спецназовцев погибают, ещё семь сдаются в плен и трое пропадают без вести. Потери южнокорейских сил 40 убитых солдат и 23 гражданских лица, и 103 раненых.
- 2 ноября: Объединенный американо-южнокорейский пограничный отряд, попадает в крупную северокорейскую засаду в КДЗ. Шесть американских и три южнокорейских солдата убиты, Один американский и девять южнокорейских солдат ранены. Потери КНА 12 убитых, 21 ранен.

### 1969
- 23 января: Американский пограничный отряд обстрелял северокорейских солдат пытавшихся пересечь границу в КДЗ. Потери КНА неизвестны. Потерь у США нет.
- 4 февраля: Американский пограничный патруль обстрелял северокорейцев незаконно перешедших разграничительную линию и вынудил их без боя бежать на северокорейскую территории. Ни одна из сторон потерь не понесла.
- 13 марта: Американский пограничный патруль обстрелял северокорейцев незаконно перешедших разграничительную линию и вынудил их без боя бежать на северокорейскую территории. Ни одна из сторон потерь не понесла.
- 7 апреля: Шесть северокорейских солдат пересекли КДЗ, убив южнокорейского солдата, стоящего в карауле.
- 15 апреля: Два северокорейских истребителя МиГ-21 сбили над Японским морем, в 167 километрах от КДЗ, американский военно-транспортный самолет «EC-121». Все 32 человека, находившихся на борту, погибли.
- 15 мая: Американо-южнокорейский отряд уничтожил шестерых северокорейских диверсантов перешедших границу 7 апреля. Потеряв ранеными одного южнокорейца и одного американца, при этом уничтожив одного диверсанта и пятерых взяв в плен.
- 20 мая: Перестрелка между южнокорейским и северокорейским пограничными патрулями в КДЗ. Один северокорейский солдат убит. У южнокорейцев потерь нет.
- 21 июля: Три северокорейских разведчика были убиты южнокорейскими солдатами, пытаясь незаконно пересечь КДЗ.
- 17 августа: Над КДЗ выстрелом с земли был сбит американский военный вертолет Hiller OH-23 Raven, трое членов экипажа взяты в плен северокорейскими солдатами.
- 18 октября: Последнее активное боестолкновение. Американский военный джип с 5 военнослужащими подорвался на северокорейских минах в КДЗ и был обстрелян солдатами КНА. Четыре американца погибли, один был тяжело ранен и позже скончался. КНА отошли без потерь.
- 3 декабря: Ким Ир Сен официально объявил, что отказывается от попыток поднять вооруженный мятеж на юге, так как ни КНА, ни агитаторы, не создали для него достаточной почвы. В тот же вечер освобождены американцы, плененные в августе при падении вертолета. На следующий день они переданы южнокорейской стороне.